# Nicol Seidelin Bøgh
Nicol Seidelin Bøgh (17. august 1717 i Trige – 23. august 1778 i Kerteminde) var en dansk præst og forfatter. Han er kendt for at have skrevet teologiske værker, herunder en salmebog med selvskrevne salmer, såvel som reportagebeskrivelser.

## Opvækst og uddannelse
Han var søn af provst Christopher Nielsen Bøgh (1663-1736) og Kirstine Nichelsdatter Seidelin (1691-1733) og kom til verden i Trige Præstegård. Han gik i skole hos Peder Andersen Wøldike i Sommersted, hvor han blev student i 1735, hvorpå han kom på Københavns Universitet samme år. Han tog eksamen i 1738 og blev dermed cand.theol.

## Karriere
Som blot 25-årig udgav Bøgh i 1742 salmebogen Den siungende Theologus, der indeholdt ikke mindre end 400 salmer, som han selv havde skrevet. Salmerne er opdelt efter trosartiklerne, idet der er en række salmer baseret på første samt en række baseret på anden trosartikel − tredje trosartikel er ikke repræsenteret i samlingen. Ingen af Bøghs salmer findes i den nuværende salmebog. 
Han blev i 1743 skibspræst og var blandt andet med på den danske eskadre under kommando af Ulrik Adolph Danneskiold-Samsøe til Algier i 1746. Togtet havde til formål at få deien af Algier, der stod bag en omfattende sørøverivirksomhed i Middelhavet, til at lade dansk-norske skibe være i fred. Da Bøgh kom hjem, skrev han en beretning på vers om sine oplevelser med titlen Den algierske Freds-Historie. Han blev nu sognepræst til Kerteminde og Drigstrup menigheder i 1747. I 1761 blev han provst i Bjerge Herred. 
Han var også forfatter til forskellige teologiske skrifter og efterlod sig ved sin død en række uudgivne manuskripter, hvoraf Poeten eller Et poetisk Skrift, som handler tildeels om de høieste og vigtigste Sandheder i den Christelige Religion, i sær om de vigtigste Ting i Adams Historie (1774) nåede at blive udgivet før hans død.
Hertil kommer et forfatterskab af beskrivelser af det område på Nordøstfyn, hvor han i en årrække virkede som præst og provst. Disse håndskrevne manuskripter findes på Landsarkivet for Fyn og er i 1995 udgivet i bogform.

## Privatliv
Nicol Bøgh var gift to gange. Første gang var han gift med Cecilie Marie Bentzen (1719-1756), med hvem han fik fem børn, og efter hendes død ægtede han Mette Cathrine Birch (1741-1796). Med hende fik han elleve børn, og de var blandt andet forældre til amtsprovsten og forfatteren Matthias Frederik Georg Bøgh.